# Anton Rubinstein Akademie
Anton Rubinstein Akademie werd in 2002 als niet-commerciële privé-gezelschap door Michael Blatow en Marc Heinersdorff opgericht. Zij is vernoemd naar de Russische componist, dirigent en pianist Anton Rubinstein en heeft als doel de bevordering van jonge, getalenteerde musici in de fase tussen de eerste beroepservaringen en hun openbare bekendheid. Als addendum tot de studie aan het conservatorium of hogeschool voor muziek biedt deze muziekacademie de mogelijkheid, door intensieve piano- en kamermuziekopleiding de artistieke en professionele kwalificatie te verhogen en de concertervaring te verbreden. Daarom tred deze academie qua conceptie niet in concurrentie op tot andere opleidingsinstituten zoals muziekscholen, conservatoria of hogescholen voor muziek. Als voorbeeld voor deze institutie dienden het Curtis Institute of Music in Philadelphia en de Accademia Pianistica d’Imola. De academie heeft hun zetel in het Steinway-Haus Heinersdorff in Düsseldorf, waar naast de leslokalen ook een concertzaal met 200 plaatsen voor de luisteraars existeert.  

## Studietrajecten
In een voorstudie worden getalenteerde jeugdige muzikanten, die streven naar een professionele loopbaan, op het toelatingsexamen aan het conservatorium of een hogeschool voor muziek of op muziekwedstrijden voorbereid. 
De Masterclass is een aanbod vooral voor studerenden die haar Bachelor of Music behaald hebben en hun Masterstudie willen completeren. Zij worden op concerten en muziekwedstrijden voorbereid. 
Voor buitengewoon begaafde pianisten, die hun Master of Music behaald hebben, bestaat de mogelijkheid het opleidingstraject Concertexamen af te sluiten.

## Docenten
Als docenten kon de Anton Rubinstein Akademie meestal bekende gekwalificeerde muzikanten en muziekpedagogen winnen, die jarenlange concertervaring hebben en als muziekpedagogen aan conservatoria en hogescholen voor muziek werkzaam zijn. Naast de vaste docenten Ilja Fridman, Dina Yoffe, Leontina Margulis, Alexander Petrasch en Alla Blatow zijn er gastdocenten zoals bijvoorbeeld Zakhar Bron en Pavel Gililov, die het opleidingsaanbod met Masterclasses of voordrachten completeren.

## Patronage
Tot de patronen van deze institutie behoren:
- Prinses Kira van Pruisen
- Valeri Gergiev
- Elisabeth Leonskaja
- Kira Marina von Bismarck
- Andreas von Bismarck